# 6188 Робертпепін
6188 Робертпепін (6188 Robertpepin) — астероїд головного поясу, відкритий 16 вересня 1988 року.
Тіссеранів параметр щодо Юпітера — 3,176.